# 구슬붕이
구슬붕이(Gentiana squarrosa Ledeb. var. squarrosa)는 한국 각처의 들에 나는 두해살이풀로 줄기는 밀생하며, 가지가 많이 갈라진다. 잎은 마주나며 근생엽은 2-3쌍, 길이 1-4cm, 피침형, 끝이 뾰족하고, 잎자루는 없으며, 十자 모양으로 늘어서고, 경생엽은 길이 5-10mm, 넓은 난형이다. 꽃은 연한 보라색, 꽃받침은 5갈래, 화관은 종 모양, 부화관이 있다. 수술은 5개, 암술은 1개로 열매는 삭과, 긴자루가 붙어 있고 2개로 갈라진다.